# FV Sportfreunde Halle
FV Sportfreunde Halle was een Duitse voetbalclub uit Halle, Saksen-Anhalt, die bestond van 1903 tot 1945.

## Geschiedenis
De club werd opgericht in 1903 als Hallescher FC Britannia. In 1914 werd de naam veranderd in Sportfreunde Halle omdat Groot-Brittannië de tegenstander was in de Eerste Wereldoorlog. Ook andere clubs met de naam Britannia in Duitsland (Britannia Berlin, Britannia Cottbus en Britannia Posen) moesten hun naam veranderen.
De club speelde in de competitie van de Midden-Duitse voetbalbond, die opgedeeld was in meer dan twintig hoogste klassen. De club speelde in de schaduw van stadsrivalen Wacker en Hallescher FC 1896. In 1925/26 werd de club voor het eerst kampioen van Saale en plaatste zich zo voor de Midden-Duitse eindronde. De club versloeg onder andere Germania Halberstadt met 8-1 en stootte door naar de halve finale waarin het na verlengingen met 2-5 verloor van Dresdner SC. Ook het daarop volgende seizoen plaatste de club zich en verloor nu in de derde ronde van SC 06 Oberlind. In de Midden-Duitse beker bereikte de club twee keer de kwartfinale en verloor respectievelijk van Dresdner SC en Sportfreunde Leipzig.
In 1933 werd de Gauliga ingevoerd als hoogste klasse, na de machtsgreep van de Nationaalsocialistische Duitse Arbeiderspartij. De Sportfreunde kwalificeerden zich in eerste niet voor de Gauliga Mitte, maar bereikte die na een seizoen wel door promotie. In het tweede seizoen werd de club derde, achter 1. SV Jena en Cricket-Viktoria Magdeburg. Het volgende seizoen degradeerde Wacker Halle, waardoor de Sportfreunde nu officieel de beste club van de stad was. Die titel was van korte duur want VfL Halle 1896, het vroegere Hallescher FC 1896, promoveerde en werd vijfde terwijl de Sportfreunde degradeerden. Na één seizoen keerde de club terug, maar eindigde laatste. Na twee seizoenen maakte de club een rentree en werd nu vierde. Het volgende seizoen werd de club zevende en het seizoen 1944/45 werd niet voltooid. Begin jaren veertig had de club zich ook twee keer geplaatst voor de hoofdtabel van de Tschammerpokal, de voorloper van de DFB-Pokal. De club verloor in de eerste ronde van FC Schalke 04 en Minerva 93 Berlin.
Na het einde van de Tweede Wereldoorlog werden alle Duitse voetbalclubs opgeheven en de Sportfreunde werden niet heropgericht.

## Erelijst
Kampioen Saale
1926, 1927